# Brad Stuart
Bradley William „Brad“ Stuart (* 6. November 1979 in Rocky Mountain House, Alberta) ist ein ehemaliger kanadischer Eishockeyspieler, der im Verlauf seiner aktiven Karriere zwischen 1995 und 2016 unter anderem 1198 Spiele für die San Jose Sharks, Boston Bruins, Calgary Flames, Los Angeles Kings, Detroit Red Wings und Colorado Avalanche in der National Hockey League auf der Position des Verteidigers bestritten hat. In Diensten der Detroit Red Wings gewann Stuart, der im NHL Entry Draft 1998 an dritter Gesamtposition ausgewählt worden war, im Jahr 2008 den Stanley Cup.

## Karriere
Stuart spielte vor Beginn seiner Profi-Karriere von 1995 bis 1999 bei den Regina Pats in der Western Hockey League. Diese transferierten ihn während der Saison 1998/99 zu den Calgary Hitmen, mit denen Stuart am Ende der Saison die Meisterschaft der WHL gewinnen konnte. Zudem sicherte sich der Kanadier den Preis für den besten Verteidiger der Canadian Hockey League, dem Zusammenschluss der kanadischen Juniorenligen. Im Sommer des Jahres 1999 wurde Stuart dann von den San Jose Sharks unter Vertrag genommen, nachdem sie ihn im NHL Entry Draft 1998 an dritter Position in der ersten Runde ausgewählt hatten.
Zur Saison 1999/00 stand Stuart gleich im Kader der Sharks und bestritt in seiner ersten Spielzeit alle 82 Saisonspiele. Dabei verbuchte er insgesamt 36 Punkte. Stuart verblieb auch die folgenden vier Spielzeiten in San Jose, konnte dabei aber nur ein einziges Mal die Punktausbeute aus seiner Rookiesaison übertreffen. Während des NHL-Lockout 2004/05 spielte Stuart nicht. Erst zur Saison 2005/06 kehrte er wieder aufs Eis zurück. Nach enttäuschenden Leistungen seiner Person und dem Rest des Teams der Sharks zu Beginn der Saison wurde Stuart, zusammen mit Marco Sturm und Wayne Primeau, am 30. November 2005 für Joe Thornton in einem Tauschgeschäft zu den Boston Bruins abgegeben. Mit insgesamt 43 Punkten, davon zwölf Tore, stellte Stuart in allen Offensivkategorien neue persönliche Bestmarken auf. Am 10. Februar 2007 wurde der Kanadier dann erneut transferiert. Da sein Vertrag zum Saisonende auslief, und die Bruins nicht damit rechneten, dass er seinen Vertrag verlängern werde, gaben sie ihn gemeinsam mit Wayne Primeau und einem Draftrecht nach Calgary ab. Im Gegenzug erhielt Boston Chuck Kobasew und Andrew Ference. Mit den Flames erreichte er die Playoffs, scheiterte jedoch schon in der ersten Runde.
Im Sommer 2007 unterschrieb Stuart einen Vertrag bei den Los Angeles Kings, verbrachte dort aber eine recht erfolglose Zeit als die Los Angeles Kings lange Zeit den letzten Platz in der NHL belegten. Ende Februar 2008 wurde Stuart von den Kings für einen Zweit- und einen Viertrunden-Draftpick im NHL Entry Draft 2008 zu den Detroit Red Wings transferiert. Nach neun Spielen in der regulären Saison für Detroit verletzte er sich aber und kehrte erst in den Playoffs wieder zurück in den Kader. In der zweiten Verteidigungsreihe spielte er zusammen mit Niklas Kronwall und beide konnten vor allem in der Finalserie gegen die Pittsburgh Penguins ihr Können zeigen, als sie die Jungstars Sidney Crosby und Jewgeni Malkin in Schach hielten. Zudem setzte Stuart in der Finalrunde auch in der Offensive Akzente, bereitete in den sechs Spielen vier Tore vor und erzielte selbst den Siegtreffer in der zweiten Partie. Schlussendlich gewann Detroit den Stanley Cup im sechsten Spiel der Serie. Wenige Wochen nach dem Ende der Playoffs verlängerten die Red Wings seinen Vertrag um vier Jahre.
Am 10. Juni 2012 wurden die Rechte für Stuart zu den San Jose Sharks transferiert. Im Austausch erhielten die Red Wings die Rechte für Andrew Murray und ein bedingtes Wahlrecht für die siebte Runde des NHL Entry Draft 2014. Acht Tage später wurde bekannt, dass Stuart einen Dreijahresvertrag über 10,8 Millionen Dollar mit den Sharks abgeschlossen hatte. Am 8. Oktober 2013 wurde Stuart aufgrund eines Checks gegen Rick Nash für drei Spiele suspendiert.
Am 1. Juli 2014 wurde Stuart im Tausch gegen zwei Entry-Draft-Wahlrechte an die Colorado Avalanche abgegeben. In der anschließenden Saison 2014/15 absolvierte Stuart sein 1000. Spiel in der NHL. In der Spielzeit 2015/16 absolvierte er aufgrund einer Rückenverletzung samt anschließender Operation nur sechs Spiele, woraufhin ihn Colorado aus seinem verbleibenden Vertragsjahr herauskaufte (buy-out). Wenig später gab der 36-Jährige seinen Rücktritt vom aktiven Sport bekannt.

### International
Auf internationalem Parkett lief Stuart bei insgesamt drei Turnieren für die kanadische Nationalmannschaft auf, davon einmal im Juniorenbereich. Bei der U20-Junioren-Weltmeisterschaft 1999 konnte er mit dem Team die Silbermedaille erringen. Zudem nahm er an den Weltmeisterschaften 2001 und 2006 teil.

## Erfolge und Auszeichnungen
| - 1998 WHL East Second All-Star Team - 1999 President’s-Cup-Gewinn mit den Calgary Hitmen - 1999 Bill Hunter Memorial Trophy - 1999 WHL East First All-Star Team | - 1999 CHL Defenceman of the Year - 1999 CHL First All-Star Team - 2000 NHL All-Rookie Team - 2008 Stanley-Cup-Gewinn mit den Detroit Red Wings |

### International
- 1999 Silbermedaille bei der U20-Junioren-Weltmeisterschaft

## Karrierestatistik

### International
Vertrat Kanada bei:
- U20-Junioren-Weltmeisterschaft 1999
- Weltmeisterschaft 2001
- Weltmeisterschaft 2006

(Legende zur Spielerstatistik: Sp oder GP = absolvierte Spiele; T oder G = erzielte Tore; V oder A = erzielte Assists; Pkt oder Pts = erzielte Scorerpunkte; SM oder PIM = erhaltene Strafminuten; +/− = Plus/Minus-Bilanz; PP = erzielte Überzahltore; SH = erzielte Unterzahltore; GW = erzielte Siegtore; 1 Play-downs/Relegation; Kursiv: Statistik nicht vollständig)